# Magnetosfera
Magnetosfera je valjasto območje, ki obdaja Zemljo, v katerem je Sončev veter pospešen pod vplivom zemeljskega magnetnega polja. 
V zgodnjih šestdesetih letih 20. stoletja so odkrili, da se magnetno polje Zemlje ne razteza neskončno v prostor, temveč je zaradi sončevega vetra stisnjeno v omejeno votlino znotraj sončnega sistema - v magnetosfero Zemlje. Votlina ima obliko razpotegnjene kaplje, ta nastane zaradi medsebojnega vpliva med vročo plazmo (Sončev veter), ki je pobegnila s Sonca, in šibkimi zunanjimi deli magnetnega polja Zemlje. Debelejši del kapljasto oblikovanega polja je obrnjen proti Soncu. Omejen je z magnetopavzo, ki je od Zemlje oddaljena približno deset njenih polmerov. Na nočni strani je magnetosfera razpotegnjena v dolg rep, ki seže prek lunine tirnice. Tudi drugi planeti z magnetnim poljem imajo magnetosfero, kot na primer Merkur in Jupiter. V magnetosferi so nabiti delci pospešeni zaradi spreminjajočega se magnetnega polja. Tvorijo Van Allenove radiacijske pasove in polarni sij. Magnetosfera ščiti Zemljo pred škodljivimi kozmičnimi žarki.